# Douglas Gracey
Douglas Gracey (1894 – 1964) est un militaire britannique, général (major général) de l’Armée de l'Inde.

## Carrière
(août 2013).
- 1938   il est Brigadier à l’état major du Western Command, en Inde
- 1939 – 1940 il est à la tête du  2nd Battalion 3rd Queen Alexandra's Own Gurkha Rifles
- 1940 – 1941 commandant adjoint au Staff College de Quetta, Inde (aujourd’hui Pakistan)
- 1941 – 1942 il commande la 17th Indian Brigade, en Iraq et en Syrie
- 1942 – 1946 Général commandant la 20th Indian Division, en Birmanie
- 1945 – 1946 Commandant en chef des forces alliées de débarquement en Indochine française. Il débarque le 13 septembre 1945 à la tête de la 20e Division indienne de Birmanie pour pacifier le sud indochinois (la même mission nord étant confiée à l'armée chinoise) ; il quitte Saïgon fin janvier 1946 en confiant la suite des opérations au corps expéditionnaire du général Leclerc[1].
- 1946 Général commandant en chef du Northern Command, Inde
- 1946 – 1947 Commandant en chef du I Indian Corps
- 1947  Colonel Commandant, Indian Signal Corps
- 1947  - 1948 Chef d’état major général au Pakistan, à l’issue de la partition de l’Empire des Indes
- 1947 – 1951 Colonel Commandant, Pakistan Signal Corps
- 1948 – 1951 Commandant en chef de l’armée du Pakistan

Il prend sa retraite en 1951.

## Honneurs et distinctions
- Chevalier commandeur de l'ordre du Bain
- Chevalier commandeur de l’ordre de l'Étoile d'Inde
- Commandeur de l'ordre de l'Empire britannique
- Military Cross & Bar